# Stone Music Entertainment
Stone Music Entertainment (Hangul: 스톤뮤직엔터테인먼트) é uma empresa sul-coreana de entretenimento sob a CJ ENM. Atualmente, é uma das maiores empresas de co-distribuição musical na Coreia do Sul. A empresa atua como gravadora, agência de talentos, produtora de música, gestão de eventos, produtora de concertos, distribuidora de música e investimentos.
Anteriormente  foi a casa dos artistas SeeYa, Lee Hyori, IOI, Park Bo-ram e Wanna One, atualmente gerencia artistas como SG Wannabe, Davichi, Roy Kim, Son Ho-young, Eric Nam, Heize, IN2IT, Fromis_9 e IZ*ONE.
A Stone Music Entertainment (antiga CJ E&M Music) foi indicada ao prêmio de Distribuidora de Música do Ano pela Gaon Chart Music Awards em 2014.

## História
A empresa foi criada com o nome de Mediopia em maio de 1993 e posteriormente renomeada como Mediopia Technology Co. Ltd em junho de 1994, como uma fabricante e distribuidora de dispositivos eletrônicos. Em agosto de 2004, a Maekyung Hudson foi incorporada como sua subsidiária.
Em julho de 2006, foi incorporada como afiliada da CJ Corporation, tornando-se mais tarde, parte da CJ Media Co. Ltd. Dois meses depois, foi renomeada como Mnet Media, após uma fusão com a GM Agency, MaxMP3 e ID Icheon Entertainment. Posteriormente, em janeiro de 2007, a empresa estabeleceu uma companhia de entretenimento, a Core Contents Media, dirigida pelo produtor Kim Kwang-soo. Quatro meses depois, a CJ Music foi incorporada pela Mnet Media, que operava em negócios de distribuição e transmissão de música.
Em janeiro de 2011, a Mnet Media foi incorporada pela CJ E&M e renomeada como CJ E&M Music. Em dezembro de 2013, a CJ E&M Music adquiriu 19% das ações da Jellyfish Entertainment para formar uma parceria. Um sistema foi formado em março de 2014 pela CJ E&M, que teve a adesão da Jellyfish Entertainment, The Music Works, MMO Entertainment e 1877 Entertainment. No mês seguinte, a empresa iniciou um empreendimento conjunto com a japonesa Victor Entertainment, chamada de CJ Victor Entertainment.
Em 2015, a empresa adquiriu a B2M Entertainment e assinou um contrato de parceria estratégica com as gravadoras de hip-hop: Hi-Lite Records e AOMG. Em 2017, a CJ E&M Music criou uma nova gravadora chamada Stone Music Entertainment que passou a produzir músicas para seus artistas. No mesmo ano, a CJ E&M Music adquiriu a Amoeba Culture e em abril de 2018, a Stone Music Entertainment foi registrada oficialmente, com a CJ E&M se unindo à Stone Music Entertainment, em maio de 2018.

## Parcerias e distribuição de música
- Ambition Musik
- Amoeba Culture
- AOMG
- Craft&Jun
- Dooroodooroo Artist Company
- Dorothy Company
- Feel Ghood Music
- H1GHR Music
- Hi-Lite Records
- 1llionaire Records
- In Next Trend
- Jellyfish Entertainment
- KQ Entertainment
- Mapps Entertainment
- MNH Entertainment
- RBW
- SWING Entertainment
- VISMAJOR
- WM Entertainment
- n.CH Entertainment
- YNG & RICH Entertainment
- Ballin ' All Day
- OUI Entertainment
- Yuehua Entertainment
- STAR ROAD Entertainment
- Mnet (para lançamentos de programas de música)
- tvN (para lançamentos de álbuns como trilha sonora de dramas coreanos)
- OCN (para lançamentos de álbuns como trilha sonora de dramas coreanos)

## Artistas

### Artistas de gravação
Grupos
- SG Wannabe
- Davichi
- Nature

Solistas
- Eric Nam
- Roy Kim
- Ash-B

### Artistas independentes
| MMO Entertainment - Son Ho-young - Kim Feel - IN2IT LM Entertainment - Yoon Ji-sung Swing Entertainment - Kim Jae-hwan - I.O.I (2019-presente) - X1 | Off The Record Entertainment - Iz One (co-administrado com AKS) - Fromis_9 Studio Blu - Heize - DAVII - Truedy - Mia (2019-presente) |

## Ex-artistas e atores
| - Bubble Sisters (2003-2005) - Hong Jin-young (2006–2008) - Kim Jong-kook - SWAN (2007–2008) - Lee Hyori (2006–2010) - Ock Joo-hyun - Yangpa - Busker Busker (2012) - TimeZ (co-administrado com Super Jet Entertainment) - Yoo Seung-woo (2012–2015) (administrado sob a subgravadora UK Muzik) - Park Jae-jung (2013–2015) - Jung Joon-young (2013–2016) - JJY Band (2015–2016) - I.O.I (2016–2017) (co-administrado com YMC Entertainment) - Spica (2012–2017) (co-administrado com B2M Entertainment) - Emma Wu (2016–2017) - Kevin Oh (2017) - JBJ (2017–2018) (co-administrado com Fave Entertainment da Kakao M) | - Wanna One (2017–2019) (co-administrado com Swing Entertainment) - Lee Beom-soo - Song Seung-heon - Kim Min-jae |